# سناء سيف
سناء سيف هي ناشطة سياسية انخرطت في الثورة المصرية عام 2011. كانت طالبة في كلية اللغات والترجمة بجامعة 6 أكتوبر حتى اعتقالها عام 2014، ثم حصلت على عفو رئاسي مع 100 آخرين في سبتمبر 2015 وثم تم حبسها في شهر مايو 2016 بتهمة إهانة القضاء.

## حياتها الشخصية ونشاطها
ولدت عام 1993 في مصر، تنتمي لأسرة نشطة سياسياً؛ فوالدها أحمد سيف الإسلام كان محامياً مدافعاً عن حقوق الإنسان وناشطاً يسارياً حتى وفاته عام 2014. ووالدتها ليلى سويف أستاذة بجامعة القاهرة وناشطة سياسية عملت على تعزيز الحريات الأكاديمية في مصر. وشقيقها علاء عبد الفتاح الذي أصبح رمزاً خلال ثورة يناير التي أطاحت بنظام مبارك. أما شقيقتها الكبرى فهي منى سيف الباحثة في علم الوراثة والناشطة السياسية التي شاركت في تأسيس حركة مصرية ضد المحاكمات العسكرية للمدنيين.
بدأت سناء نشاطها السياسي عام 2011 في ذروة الاحتجاجات الثورية، وأول تجربة لها كانت في تجمع باسم خالد سعيد، ثم أسست مع مجموعة من الأصدقاء جريدة مستقلة هي «الجورنال» والتي تناقش قضايا الربيع العربي، وسرعان ما اكتسبت الجريدة شعبية كبيرة وارتفع إنتاجها إلى أكثر من 30,000 نسخة لكل قضية.
ومنذ مشاركتها في ثورة يناير، أصبحت سناء نشطة جداً في حركات الاحتجاج وقضايا حقوق الإنسان، وقدوة للثوار الذين يحترمون نشاطها السياسي والحقوقي.
تدرس سناء حالياً اللغات والترجمة بجامعة 6 أكتوبر.

## نشاطها السياسي

### خلال فترة حكم السيسي
في 21 يونيو 2014 تم القبض على سناء و 32 آخرين من أمام قصر الاتحادية لاشتراكهم في مسيرة للتنديد بقانون التظاهر. ووجهت إليهم تهم أخرى كالاعتداء على ضباط الشرطة وإتلاف الممتلكات العامة. وفي 26 آكتوبر 2014 حكمت محكمة جنح مصر الجديدة، المنعقدة بمعهد أمناء الشرطة في طرة علي كل المتهمين في القضية بالحبس 3 سنوات وغرامة 10 آلاف جنيه وقضت المحكمة بتغريمهم التلفيات ووضعهم تحت مراقبة الشرطة لمدة 3 سنوات بعد خروجهم. وفي 28 ديسمبر 2014 خفضت محكمة الاستئناف الحكم إلى السجن عامين والمراقبة عامين آخرين.
وفي فبراير 2015 لم يتم العفو عن المتهمين رغم انتشار شائعات تفيد بأنه سيتم العفو عنهم وإطلاق سراحهم في ذكرى ثورة 25 يناير. وفي 23 سبتمبر 2015، وقبل يوم من مغادرة الرئيس عبد الفتاح السيسي إلى نيويورك للاجتماع مع الجمعية العامة للأمم المتحدة، صدر عفو رئاسي يشمل 100 من الشباب المتهمين بقضايا مثيرة للجدل وذات دوافع سياسية، كقضية احتجاجات مجلس الشورى والمتهمين في قضية قصر الاتحادية بانتهاك قانون التظاهر، ومنهم سناء عبد الفتاح ويارا سلام، كما شمل العفو المتهمين ذوي الأوضاع الصحية الحرجة.
وفي 22 يونيو 2020 باتت سناء برفقة شقيقتها ووالدتها في الشارع أمام سجن طرة بإنتظار جواب من أخيها علاء عبد الفتاح الذي رفض المسؤولون في السجن إعطاءهن إياه برغم عدم رؤيتهن له أو محادثته لمدة 3 أشهر نتيجة إجراءات السجون الجديدة بمنع الزيارات لمنع انتشار فيروس كورونا، وفي الصباح تم ضربهن بالعصي وسرقة متعلقاتهم الشخصية من قبل بلطجيات أمام قوات الشرطة التي لم تحرك ساكنا بحسب وصفهن، وفي اليوم التالي أثناء تواجدها أمام مكتب النائب العام لتوثيق ما حدث لها من إصابات على جسدها تم خطفها في ميكروباص أبيض وظهورها بعد ساعات في مقر أمن الدولة والتحقيق معها بتهمة «نشر أخبار كاذبة» ومن ثم حبسها إحتياطيا.

## الإضراب عن الطعام
ابتداءً من 4 سبتمبر 2014 خاضت سناء سيف وشقيقها علاء عبد الفتاح -المعتقل منذ نوفمبر 2013 بتهم عدة منها خرق قانون التظاهر- إضراباً عن الطعام، بمشاركة باقي أفراد أسرتهم في المنزل؛ احتجاجاَ على قانون التظاهر وعدم السماح لعلاء بالخروج لزيارة والده أثناء مرضه. وكلاهما أنهى إضرابه في 19 نوفمبر 2014؛ بسبب مخاوف أسرتهم من أن يودي بحياتهم. ولم تكن المرة الأولى التي تشارك فيها سناء في إضراب عن الطعام؛ ففي 28 أغسطس 2014 أضربت هي والعديد من المعتقلات عن الطعام احتجاجاً على قانون التظاهر.

## شعبيتها
أصبحت سناء رمزاً للثورة منذ مشاركتها في ثورة 25 يناير، وقد انخرطت بقوة في العمل السياسي منذ مشاركتها في احتجاج على تعذيب وقتل خالد سعيد على يد الشرطة المصرية. يراها البعض روح الثورة المصرية؛ مما دفع الفنان عمار أبو بكر إلى رسم لوحة جدارية لها في روما، إيطاليا.

ملصق فيلم "الميدان"

### وسائل التواصل الاجتماعي
منذ اعتقالها، أطلق مؤيدو سناء صفحة على موقع فيس بوك (Free Sanaa) وموقعاً إلكترونياً لنشر أخبار محاكمتها والمطالبة بإطلاق سراحها. كما أطلق هاشتاج (#FreeSanaa) للتوعية بوضعها. وقد استخدم المئات هاشتاج (#FreeSanaa) و (#NoProtestLaw) لإظهار تضامنهم معها.

## فيلم «الميدان» (2013)
شاركت سناء سيف في فيلم الميدان الذي يروي تفاصيل الثورة المصرية من 2011 حتى 2013 من وجهة نظر الناشطين الشباب. انتقد الفيلم الجيش المصري. وقد أشاد به النقاد وحصل على جائزة الجمهور في مهرجان صاندانس السينمائي، وجائزة أفضل فيلم من الرابطة الدولية للأفلام الوثائقية، وحصلت النسخة الأولى منه على جائزة أفضل فيلم وثائقي في مهرجان تورونتو السينمائي. وهو أول فيلم مصري يتم ترشيحه للأوسكار. وبالرغم من الإشادة والترحيب اللذين حظي بهما الفيلم في الخارج، تم منعه من العرض في مصر، وقد أتاحته شركة نتفليكس في يناير 2014، لكنه لم يعرض في مصر حتى يونيو 2014 وبلا دعاية.

## روابط خارجية
- فيلم «الميدان» في قاعدة بيانات الأفلام على الإنترنت
- فيلم «الميدان» على موقع السينما.كوم
- فيلم قصير عن سناء سيف